# John Peter Altgeld

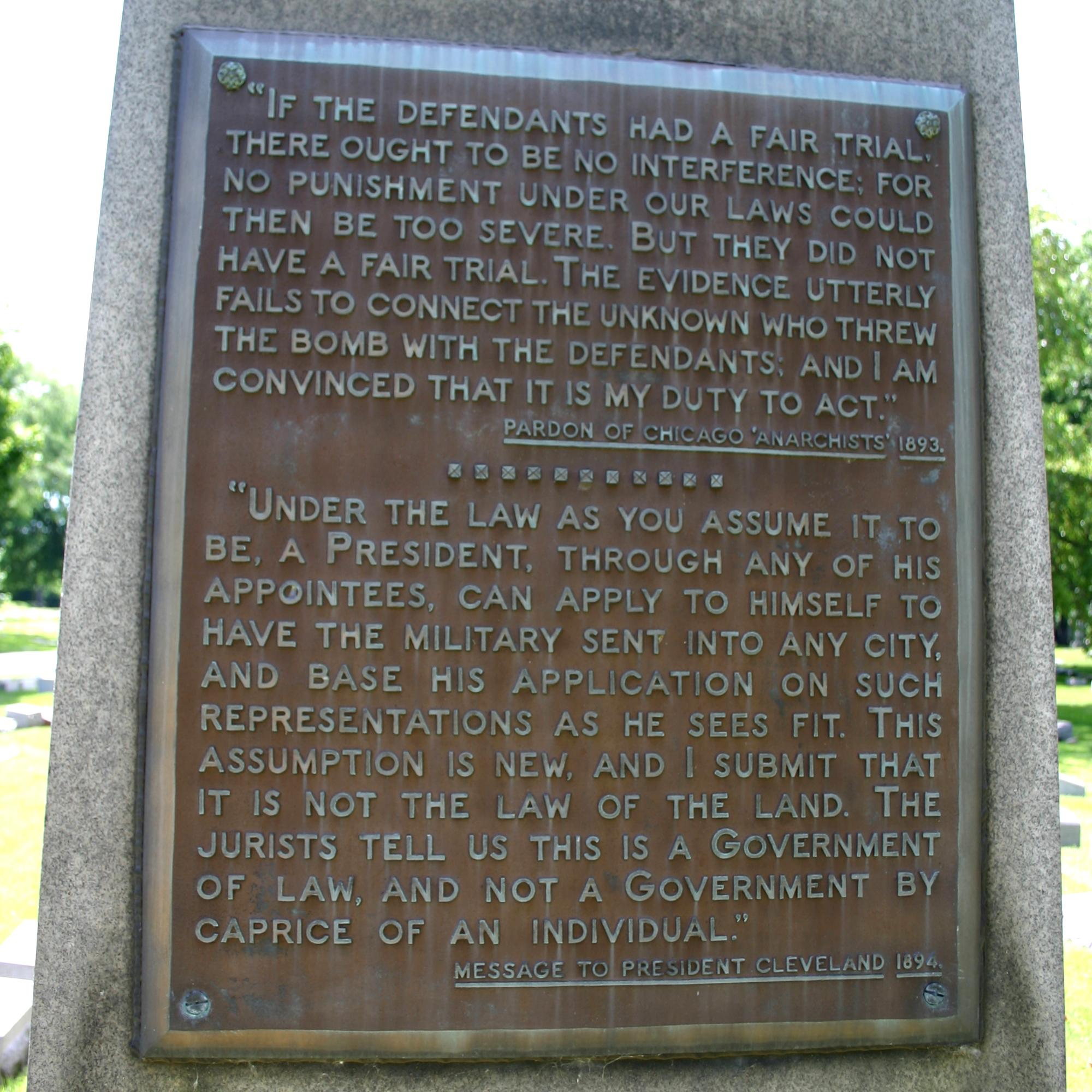
Nagrobek Johna Petera Altgelda

John Peter Altgeld (ur. 30 grudnia 1847 w Selters, zm. 12 marca 1902 w Joliet) – postępowy amerykański reformator, 20. gubernator stanu Illinois w latach 1893-1897.

## Życiorys
Urodził się w Niemczech w Wielkim Księstwie Nassau (Nieder Selters) w czasie Wiosny Ludów, jako syn Johna Petera Altgelda, konstruktora powozów i rolnika oraz Mary (nazwisko panieńskie nieznane). Miał trzy miesiące, kiedy wraz z rodzicami wyemigrował do USA. Osiedlili się w okolicach Mansfield w Richland w Ohio. Wychowany w biedzie przez surowego i parafialnego ojca, który nie widział korzyści w edukacji, Altgeld otrzymywał naukę tylko w kilku klasach szkoły publicznej i metodystycznej szkółki niedzielnej. W wieku 16 lat zaciągnął się do wojska i brał udział w wojnie secesyjnej po stronie Unii. Po powrocie z wojny rozpoczął pracę w rodzinnym gospodarstwie. Dokształcał się samodzielnie oraz w prywatnej szkole w Lexington. Dwa lata pracował jako nauczyciel. Przeniósł się do Missouri, gdzie studiował prawo. W międzyczasie pracował dorywczo na kolei. W Missouri został najpierw adwokatem, a potem pracował w stanowym wymiarze sprawiedliwości.
Przeniósł się następnie do Chicago, gdzie założył kancelarię prawną, która później uzyskała renomę. Napisał książkę Nasza machina prawna i jej ofiary, w której ujawniał problemy na jakie napotykają ludzie biedni w sądach. Inwestował w nieruchomości i wkroczył w życie polityczne. Bezskutecznie kandydował do Kongresu w 1884 r. Między rokiem 1886 a 1891 zasiadał w sądzie okręgowym. W 1892 r. otrzymał nominację Partii Demokratycznej na stanowisko gubernatora. W wyborach pokonał kandydata Republikanów Josepha Fifera. Po objęciu urzędu ułaskawił 3 osoby oskarżone o działalność anarchistyczną, aresztowanych po zamieszkach, tzw. Haymarket Riot. W 1894 r. krytycznie ocenił decyzję prezydenta Clevelanda dotyczącą wysłania wojsk, aby przywróciły funkcjonowanie kolej, zakłócone strajkiem pullmanowskim. Z powodu tych działań prasa nazywała go obrońca anarchii i jakobinem z Illinois. Miało to wpływ na jego przegraną w wyborach w 1896 r. z Johnem Tarnerem. Mimo przegranej nadal aktywnie udzielał się politycznie. Jednak choroba oraz kłopoty finansowe zmusiły go do zaprzestania działalności publicznej.
Jest głównym bohaterem powieści Howarda Fasta pt. Amerykanin z 1946 r.